# Charles Van Acker
Pour les articles homonymes, voir Van Acker.
Charles « Charlie » Van Acker, né le 14 mars 1912 à Bruxelles et mort le 31 mai 1998 à South Bend (Indiana), est un pilote automobile américano-belge de monoplaces. 

## Biographie
Après guerre, il dispute les 500 miles d'Indianapolis à trois reprises consécutives de 1947 à 1949, se classant 11e en 1948 (12e lors des qualifications), sur Stevens-Offenhauser.
Après une victoire à Winchester en septembre 1946 (non comptabilisée en championnat par l'AAA), il termine aussi quatrième du championnat américain de course automobile en 1947 (en), obtenant une victoire à l'ovale du Milwaukee Mile sur 100 miles à West Allis (WI), et deux podiums (au Bainbridge Fairgrounds et au Good Time Park de New York, aussi sur 100 miles)
À la suite de sa carrière sportive, ayant acquis la nationalité américaine tout au début des années 1950, il reste mécanicien de profession et fait construire comme copropriétaire le South Bend Motor Speedway, piste pour midgets essentiellement, sur laquelle il a lui-même encore l'occasion de courir.

## Anecdote
- Lors d'une course dirt track (en) à Dayton (Ohio), il aurait été déclaré cliniquement mort à la suite d'un accident... mais « Charlie » affirma ultérieurement que les faits avaient été un peu exagérés.